# Stella ipergigante
Una stella ipergigante (classe di luminosità 0) è una stella massiccia, più grande di una stella supergigante, dotata di una massa che può arrivare fino a 100 volte quella del Sole. Sono considerate le stelle più luminose esistenti, e la loro temperatura superficiale è compresa fra i 3500 K e i 35 000 K. La durata della loro evoluzione è stimata in circa due milioni di anni, al termine dei quali esplodono in brillantissime supernovae o addirittura ipernovae. Si teorizza che una ipergigante, dopo l'esplosione, lascerebbe un buco nero estremamente denso e massiccio.
Le conoscenze sulle ipergiganti sono relativamente scarse, essendo molto rare. Possono avere differenti colori: il blu indica solitamente che la stella è calda, mentre il rosso indica che è fredda. Un tipo particolare di ipergigante è costituito dalle ipergiganti gialle, ma le instabilità interne a temperature medie e alte pressioni le rendono molto più rare delle altre ipergiganti. Un esempio di ipergigante gialla è Rho Cassiopeiae.

## Caratteristiche

Raffronto tra le dimensioni del Sole e di VY Canis Majoris, un'ipergigante rossa ritenuta una delle stelle più grandi conosciute.

La parola "ipergigante" è di solito usata come un termine generico per indicare le stelle più massicce conosciute; in realtà, esistono delle definizioni più precise. Nel 1956 gli astronomi Feast e Thackeray usarono il termine super-supergigante (in seguito cambiato nell'attuale ipergigante) per indicare delle stelle con una magnitudine assoluta superiore a MV = -7. Nel 1971, Keenan suggerì di utilizzare questo termine per indicare solo le supergiganti che mostrassero la maggior componente di emissione nella banda Hα, indicando cioè stelle con una estesa atmosfera stellare o un elevato tasso di perdita di massa. I criteri suggeriti da Keenan sono attualmente i maggiormente usati dagli scienziati. Ciò significa che una stella ipergigante non necessariamente deve essere più massiccia di una supergigante simile. Inoltre, le stelle più massicce sono considerate ipergiganti e possono possedere una massa a partire da 100-150 volte quella solare.
Le ipergiganti sono stelle molto luminose, anche milioni di volte più brillanti del nostro Sole e hanno temperature che variano notevolmente a seconda del tipo di stella, dai 3500 K fino a 35 000 K. Quasi tutte le ipergiganti mostrano delle variazioni di luminosità nel tempo a causa dell'instabilità dei loro strati più interni.
A causa della loro grandissima massa, la vita delle ipergiganti è, astronomicamente parlando, molto breve, aggirandosi solo su alcuni milioni di anni, poco se paragonato ai circa 10 miliardi di anni che può raggiungere una stella con massa simile al Sole. Anche a causa di ciò, le ipergiganti sono estremamente rare, e se ne conoscono molto poche.
Le ipergiganti non devono essere confuse con le variabili di tipo S Doradus (le variabili blu luminose). Una ipergigante è classificata così a causa del suo tasso di perdita di massa, mentre una variabile blu luminosa si pensa che sia una supergigante che si prepara a transitare nella fase evolutiva in cui perderà molta massa.

## Stabilità delle ipergiganti

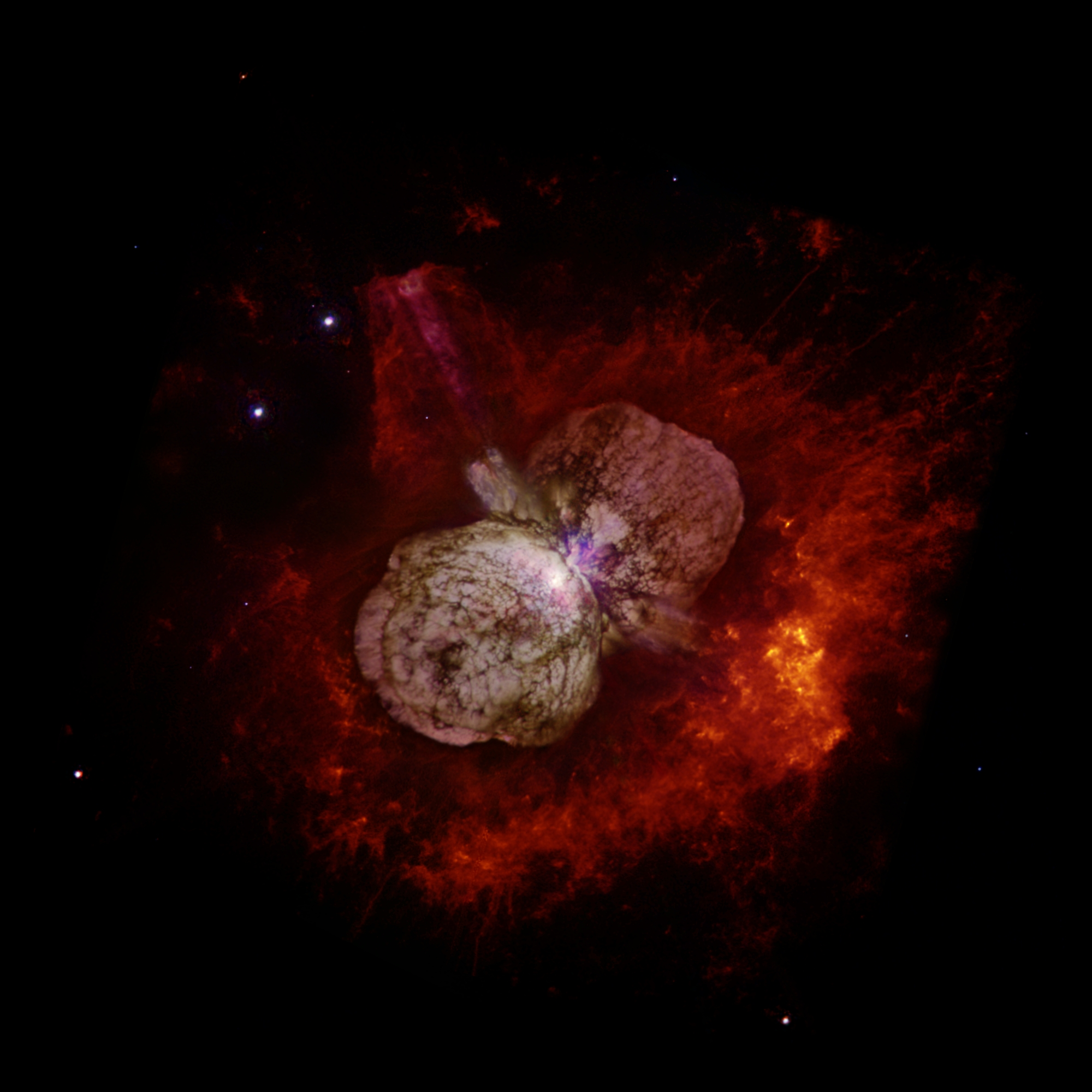
L'ipergigante LBV Eta Carinae.

Poiché la luminosità delle stelle aumenta notevolmente con la massa, la luminosità delle ipergiganti spesso risulta molto vicina al limite di Eddington, che è la luminosità a cui la pressione di radiazione che tende a far espandere la stella è uguale alla forza di gravità che tende a far collassare la stella. Questo significa che il flusso radiante che passa attraverso la fotosfera di una ipergigante potrebbe avere una forza sufficiente a far distaccare la fotosfera. Al di sopra del limite di Eddington, la stella verrebbe a generare una radiazione così elevata che parte dei suoi strati esterni verrebbero strappati in massicce esplosioni; questo comporterebbe una restrizione della capacità della stella di brillare a luminosità più elevate per periodi più lunghi.
In conseguenza del superamento del limite di Eddington si attivano una serie di processi che portano all'emissione di un intenso vento stellare, che provoca una consistente perdita di massa da parte dell'astro. Dato che sono pochissime le stelle che superano questo limite, la teoria stessa del vento stellare forte è in gran parte il risultato di modelli teorici.
Una stella che si ipotizza possa ospitare questo tipo di fenomeni è η Carinae, una delle stelle più massicce e luminose mai osservate. Tuttavia, con una massa di circa 130 masse solari e una luminosità di 4 milioni di volte superiore a quella solare, si pensa che η Carinae possa superare il limite di Eddington molto, molto raramente. L'ultima volta che la stella superò questo limite, nel 1840-1860, raggiunse un tasso di perdita di massa molto più alto di quello che i modelli dei venti stellari più conosciuti siano in grado di spiegare.
Questo tipo di vento stellare, a differenza di quelli normali, non richiede la presenza di atomi metallici nella fotosfera; questo fatto è importante, dato che le stelle più massicce sono anche molto povere in metalli, il che significa che per spiegare il fenomeno occorre un effetto che operi indipendentemente dalla metallicità. Allo stesso modo, il vento stellare continuo potrebbe anche contribuire al limite di massa superiore delle stelle della prima generazione subito dopo il Big Bang, che non contengono metalli.
Un'altra teoria per spiegare le esplosioni massicce di η Carinae è l'idea di una esplosione idrodinamica situata in profondità, che spazza via anche parte degli strati più esterni della stella. L'idea è che la stella, anche a luminosità inferiori al limite di Eddington, potrebbe avere insufficiente convezione termica negli strati più interni, da provocare un'inversione di densità che potenzialmente può portare ad una violenta esplosione. Questa teoria non è stata studiata con completezza e pertanto non è chiaro se queste dinamiche possano effettivamente avvenire.

## Ipergiganti conosciute
A causa della loro rarità, le ipergiganti sono difficili da studiare. Sembrano essere ad un limite di luminosità superiore delle ipergiganti più fredde (gialle e rosse): nessuna di queste sembra raggiungere la magnitudine assoluta −9,5, che corrisponde a circa 500 000 volte la luminosità solare. Le ragioni di questo fatto sono ancora sconosciute.

### Variabili blu luminose (LBV)
Molte delle stelle variabili blu luminose sono classificate come ipergiganti ed effettivamente sono annoverate tra le stelle più luminose conosciute:
- P Cygni, nella costellazione settentrionale del Cigno.
- S Doradus, nella vicina galassia nota come Grande Nube di Magellano, nella costellazione australe del Dorado. Questa galassia è stata anche la sede della supernova SN 1987A.
- η Carinae, nella Nebulosa della Carena (NGC 3372), nella costellazione australe della Carena.  Eta Carinae è estremamente massiccia, probabilmente 120-150 masse solari, e 4 milioni di volte più luminosa.
- La Stella Pistola, vicino al centro della Via Lattea, nella costellazione del Sagittario. La Stella Pistola è circa 150 volte più massiccia del Sole e 1,7 milioni di volte più luminosa.
- Alcune stelle nell'ammasso aperto Cl* 1806-20, dalla parte opposta della Via Lattea. Una di queste, la LBV 1806-20, è la stella più luminosa conosciuta, da 2 a 40 milioni di volte più brillante del Sole e anche una delle più massicce.

### Ipergiganti blu
Sono stelle di classe spettrale O o B ma che non appartengono alla precedente classe delle LBV o sono in attesa di annessione in questa classe.
- ζ1 Scorpii, la stella più luminosa dell'associazione OB Scorpius OB1 e probabile variabile blu luminosa.
- MWC 314, nella costellazione dell'Aquila, un'altra probabile variabile blu luminosa.
- HD 169454, nello Scudo
- BD-14° 5037, vicino alla precedente.
- Cygnus OB2-12, che alcuni considerano una variabile blu luminosa.

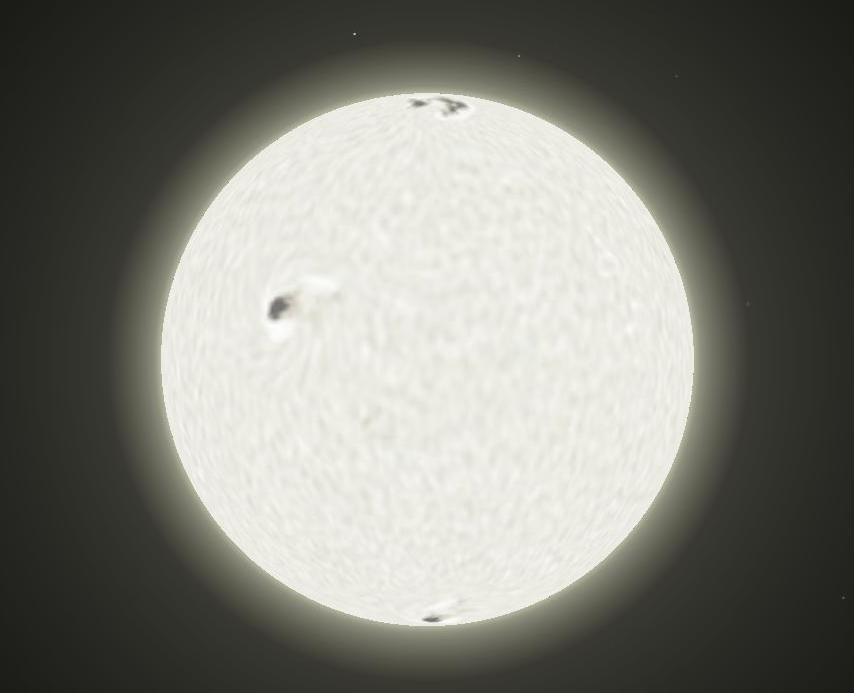
L'ipergigante gialla ρ Cas vista dalla distanza di 9 UA (Simulazione Celestia).

### Ipergiganti gialle
Le ipergiganti gialle sono una classe estremamente rara di stelle; nella nostra Galassia ne sono note soltanto sette. Fra queste:
- ρ Cassiopeiae, nella costellazione boreale di Cassiopea, è circa 500 000 volte più luminosa del Sole.
- HR 8752
- IRC+10420
- Alcune stelle nell'ammasso Westerlund 1.

### Ipergiganti rosse
Sono stelle di classe K o M, le cui dimensioni le rendono tra le stelle più grandi conosciute:
- RW Cephei
- NML Cygni
- VX Sagittarii
- S Persei
- UY Scuti
- VY Canis Majoris
- WOH G64